# Apeadeiro de Tralhão
O Apeadeiro de Tralhão é uma gare encerrada da Linha do Tua, que servia a localidade de Pinhal do Norte e a Quinta do Tralhão, no concelho de Carrazeda de Ansiães, em Portugal.

## Descrição
O abrigo de plataforma situava-se do lado sul da via (lado direito do sentido ascendente, a Bragança).

## História
Este apeadeiro encontra-se no troço da Linha do Tua entre as estações de Tua e Mirandela, que abriu à exploração em 29 de Setembro de 1887.
Este interface sutge nos horários de 1913 com a categoria de paragem, tendo mais tarde sido elevado à categoria de apeadeiro.
Em 1935, a Companhia Nacional de Caminhos de Ferro realizou obras de conservação no edifício de passageiros.

Em 2008, foi encerrada a circulação ferroviária no troço entre Tua e Cachão, após um acidente. A operadora Comboios de Portugal organizou um serviço de táxis de substituição, que servia a localidade de Pinhal do Norte.